# Agujeros negros y pequeños universos y otros ensayos
Agujeros negros y pequeños universos y otros ensayos (Black Holes and Baby Universes and Other Essays título original en inglés) es el libro de Stephen Hawking de 1994 en el que trata sobre algunos aspectos cosmológicos acerca del Universo y que plantea preguntas sobre el mismo. Este libro es el sucesor de la Brevisima historia del tiempo  y el predecesor de El universo en una cáscara de nuez. 

## Sinopsis
Este ensayo divulga sobre la composición de los agujeros negros y por qué pueden ser nodos a partir de los cuales crecen otros universos. Hawking analiza la termodinámica de los agujeros negros, la relatividad especial, la relatividad general y la mecánica cuántica. Hawking también describe su vida cuando era joven y su experiencia posterior con la enfermedad de las neuronas motoras. El libro también incluye una entrevista con el profesor Hawking y Sue Lawley.